# Windows Template Library
Windows Template Library（WTL）是一個用於Win32研發的物件導向的C++模板函式庫。WTL由Microsoft的員工Nenad Stefanovic創造，起初作為內部使用，之後發行為Visual Studio和Win32 Framework SDK的不支援增益集。它主要被開發作為Microsoft Foundation Classes的輕量化替代品，以微軟ATL函式庫（另一個被應用在創造COM與ActiveX的輕量函式庫）為基礎。

## 簡介
WTL提供實現不同用戶介面元件的支援，從框架和彈出式視窗，到MDI、標準和通用控制項、通用對話方塊、屬性工作表和頁面、图形设备接口物件，和其他通用的用戶介面元件，像可捲動的視窗、分割視窗、工具列和通用條。 WTL的主要目標是實現既小而有效率的程式碼，在以大小和速度上接近「純粹的」SDK程式的同時，提供更高階和更有彈性的物件模型給程式開發者。 其他一些class也有包含，像是與MFC的CString語法相容的String wrapper以及一些Templated collection。
大部分的WTL API都是標準Win32呼叫的鏡像，因此介面對於多數的Windows程式設計者趨向較為熟悉。雖然目前沒有微軟官方的文件存在，一個名為WTL Documentation Project （页面存档备份，存于）的專案正在嘗試建立這個函式庫的廣泛參考資料。

## 授權
WTL是個模板函式庫，因而其內容建基於原始碼，但它原始的授權方式卻類似於MFC原始碼所採用的方式，差在它沒有包含使用與散佈上的限制。在2004年時微軟讓所有的原始碼以Common Public License方式授權並在SourceForge上釋出原始碼。在版本7.5以後，這個函式庫也以Microsoft Permissive License的方式作為多重授權。

## 外部連結
- The SourceForge WTL project （页面存档备份，存于）
- WTL Documentation （页面存档备份，存于） - An Effort to Create Documentation for the WTL Programming Library.
- "Using the Windows Template Library Part 1"
- "Using the Windows Template Library Part 2"
- "WTL for MFC Programmers" – A series of tutorials aimed at MFC programmers who want to start using WTL
- The WTL Wiki - A wiki dedicated to the Windows Template Library (WTL)
- WTL for codeproject
- WTL for Yahoo tech.groups （页面存档备份，存于）
- A Quick MFC and WTL Comparison （页面存档备份，存于）

### Microsoft's download
- WTL 7.0
- WTL 7.1
- WTL 7.5 （页面存档备份，存于）
- WTL 8.0 （页面存档备份，存于）